# Jerzy Garbiński
Jerzy Garbiński (ur. 10 maja?/22 maja 1896 w Lipiecku, zm. 19 września 1979 w Warszawie) – pułkownik pilot Wojska Polskiego, komendant Szkoły Orląt, dowódca lotnictwa Armii „Prusy” w kampanii wrześniowej.

## Życiorys
Syn Jana i Weroniki z domu Putkamer-Kleszczyńskiej. Ukończył siedmioklasową szkołę realną i rozpoczął studia na Wydziale Chemii Politechniki Kijowskiej. Po wybuchu I wojny światowej przerwał naukę po dwóch semestrach i 1 sierpnia 1914 zgłosił się ochotniczo do armii carskiej. Został skierowany do Oficerskiej Szkoły Kawalerii w Twerze. Po jej ukończeniu od 1 grudnia służył w 8 pułku kawalerii, w marcu 1915 został przydzielony do 12 pułku ułanów. Jako dowódca plutonu walczył w Galicji Wschodniej. 
W marcu 1916 został skierowany na kurs pilotażu do Oficerskiej Szkoły Lotniczej w Gatczynie, którą ukończył w grudniu. Od stycznia 1917 służył w 37 armijnym oddziale lotniczym w rejonie Kowla. 4 lipca został ranny podczas lotu, z końcem sierpnia powrócił do służby w swoim oddziale. 
Na początku października 1917 został skierowany do Szkoły Obserwatorów Lotniczych w Eupatorii, gdzie służył jako instruktor. W grudniu zgłosił się do tworzonego lotnictwa polskiego i został przydzielony do eskadry lotniczej przy II Korpusie Polskim. Po bitwie kaniowskiej trafił do niewoli niemieckiej, przebywał w obozie w Białej Podlaskiej do 20 lipca 1918. Po zwolnieniu przedostał się do Warszawy, gdzie 14 października został członkiem konspiracyjnego Związku Lotników. 
W listopadzie 1918 wziął udział w zajęciu lotniska mokotowskiego i został przyjęty do odrodzonego Wojska Polskiego. Od 14 listopada służył w Sekcji Żeglugi Napowietrznej jako referent naukowo-badawczy. 13 stycznia 1919 został przeniesiony, jako instruktor, do warszawskiej Wojskowej Szkoły Lotniczej, gdzie służył do czerwca 1919. Następnie został przydzielony do Sztabu IV Grupy Lotniczej gdzie służył do 23 grudnia. Został przydzielony do 39 eskadry Breguetów. Eskadrą tą dowodził od 7 stycznia do 13 kwietnia 1920, kiedy to była ona przydzielona do Oficerskiej Szkoły Obserwatorów Lotniczych. Wziął udział w walkach podczas wojny polsko-bolszewickiej.
Został mianowany szefem pilotażu w Niższej Szkole Pilotów, a 1 sierpnia przejął obowiązki komendanta Szkoły od majora Roberta de Chivre. Funkcję komendanta pełnił do listopada 1928. Następnie dowodził I Dywizjonem Liniowym w 3 pułku lotniczym. Służbę na tym stanowisku zakończył w lutym 1931.
W 1932 objął stanowisko komendanta bazy lotniczej 2 pułku Lotniczego i pełnił tę funkcję do listopada 1933, kiedy to został powołany na stanowisko komendanta Szkoły Podchorążych Lotnictwa. W okresie jego komendantury szkoła zorganizowała pierwsze szkolenie pilotów, poszerzeniu uległ program nauczania oraz zmieniono tryb nauki z dwuletniego na trzyletni. Stanowisko komendanta zdał w listopadzie 1936.
Następnie został mianowany dowódcą 5 pułku lotniczego i pełnił tę funkcję do sierpnia 1939. Później został mianowany dowódcą lotnictwa Armii „Prusy”. Po zakończeniu kampanii wrześniowej przez Węgry przedostał się do Francji, gdzie początkowo zajmował stanowisko przewodniczącego Komisji Kwalifikacyjnej przy Dowództwie Sił Powietrznych. W marcu 1940 został mianowany komendantem polskiej stacji lotniczej w Lyon-Bron, a w maju objął stanowisko komendanta szkoły pilotów w Saint-Étienne. Po upadku Francji, przez Afrykę został ewakuowany do Wielkiej Brytanii. 
Zgłosił się do służby w Polskich Siłach Powietrznych, otrzymał numer służbowy RAF P-1319. Odbył szkolenie w pilotażu angielskich samolotów i 17 marca 1941 objął funkcję oficera-seniora w 16 Flying Training School (16 Szkole Pilotażu) w Hucknall. 24 czerwca został przeniesiony na podobne stanowisko w 25 (Polish) Elementary Flying Training School (25 Polskiej Szkole Pilotażu Początkowego) w Peterborough. Po kilku miesiącach powrócił do Hucknall, gdzie stanowisko oficera-seniora zajmował przez następne trzy lata. W 1947 zdecydował się na powrót do Polski, ale nie znalazł zatrudnienia w lotnictwie. Pracował m.in. w Mazowieckich Zakładach Chemicznych w Pruszkowie. Był jednym z założycieli Klubu Seniorów Lotnictwa przy Aeroklubie PRL w Warszawie.
Zmarł 19 września 1979 w Warszawie i został pochowany na Cmentarzu Powązkowskim (Kwatera Pod Murem II, rząd 1, miejsce 26).

## Ordery i odznaczenia
Za swą służbę został odznaczony:
- Krzyż Walecznych,
- Krzyż Niepodległości,
- Krzyż Zasługi,
- Medal Pamiątkowy za Wojnę 1918–1921,
- Medal Dziesięciolecia Odzyskanej Niepodległości,
- Medal Lotniczy – czterokrotnie,
- Order Świętego Stanisława III kl. z mieczami i kokardą,
- Order Świętej Anny IV kl.